# 216910 Внуков
216910 Вну́ков (216910 Vnukov) — астероїд головного поясу, відкритий 13 травня 2009 року.